# Cowboys and Angels
Cowboys and Angels is een nummer van de Britse zanger George Michael. Het nummer werd uitgebracht in 1991, als vierde en laatste single van zijn tweede solo-album Listen Without Prejudice volume 1. Het nummer is opvallend doordat het geschreven is in een driekwartsmaat, het walsritme.
Het nummer werd goed ontvangen door critici, die het een meesterwerk noemden. Het succes van het nummer was aanzienlijk minder: In de Nederlandse Top 40 kwam het nummer slechts tot een vijftiende plaats en het is het enige nummer van George Michael dat in het Verenigd Koninkrijk de eerste veertig van de UK Singles Chart niet haalde (#45).
Het was geen verrassing dat Cowboys and Angels geen groot succes werd; het was de vierde uitgebrachte single (in Engeland zelfs de vijfde) van het album waarvan elke single steeds lager eindigde dan zijn voorganger (in Engeland, in Nederland behaalde de tweede single meer succes dan de eerste en deze kwam hoger dan zijn voorganger).
Cowboys and Angels is George Michaels langste single. Het nummer telt zeven minuten en veertien seconden.

## Hitnotering
| Cowboys and Angels in de Nederlandse Top 40 - binnen: 27 april 1991 | Cowboys and Angels in de Nederlandse Top 40 - binnen: 27 april 1991 | Cowboys and Angels in de Nederlandse Top 40 - binnen: 27 april 1991 | Cowboys and Angels in de Nederlandse Top 40 - binnen: 27 april 1991 | Cowboys and Angels in de Nederlandse Top 40 - binnen: 27 april 1991 | Cowboys and Angels in de Nederlandse Top 40 - binnen: 27 april 1991 | Cowboys and Angels in de Nederlandse Top 40 - binnen: 27 april 1991 |
| Week                                                                | 1                                                                   | 2                                                                   | 3                                                                   | 4                                                                   | 5                                                                   | 6                                                                   |
| ------------------------------------------------------------------- | ------------------------------------------------------------------- | ------------------------------------------------------------------- | ------------------------------------------------------------------- | ------------------------------------------------------------------- | ------------------------------------------------------------------- | ------------------------------------------------------------------- |
| Nummer                                                              | 26                                                                  | 17                                                                  | 15                                                                  | 15                                                                  | 25                                                                  | uit                                                                 |

### NPO Radio 2 Top 2000
| Nummer met noteringen in de NPO Radio 2 Top 2000 | '05  | '06 | '07 | '08  | '09 | '10 | '11 | '12 | '13  | '14 | '15  | '16  | '17 | '18 | '19 | '20 | '21 | '22 | '23 | '24 |
| ------------------------------------------------ | ---- | --- | --- | ---- | --- | --- | --- | --- | ---- | --- | ---- | ---- | --- | --- | --- | --- | --- | --- | --- | --- |
| Cowboys and Angels                               | 1483 | 728 | 767 | 1221 | 962 | 893 | 865 | 936 | 1005 | 967 | 1020 | 1277 | 412 | 522 | 538 | 529 | 572 | 569 | 522 | 517 |

1. ↑  Een vetgedrukt getal geeft de hoogste notering aan.
2. ↑  2005 was het eerste jaar met een notering voor dit nummer.